# Вилькен, Василий Николаевич
Василий Николаевич фон Вилькен (нем. Wilhelm Nikolai von Wilcken; 20 июня (1 июля) 1796 — 15 (27) июня 1865) — российский военачальник, генерал-лейтенант (1862).

## Биография
Из лифляндских дворян. Сын майора гвардии Николая Вейнгольда фон Вилькена (1771—1835). Лютеранин.
Обучался во 2-м кадетском корпусе. 10 февраля 1814 года произведён в прапорщики в 16-ю батарейную роту 16-й артиллерийской бригады. Был в походе в Голштинию, участвовал в блокаде Гамбурга. 1 июля 1814 года произведён в подпоручики, 15 июля 1824 года — в поручики.
28 декабря 1828 года переведён в 4-ю батарейную роту 13-й артиллерийской бригады, 24 октября 1829 года назначен командующим ротой. В мае — сентябре 1831 года участвовал в походе в Польшу, причём с 27 мая 1831 года был назначен бригадным казначеем, а 18 июня переведён в 1-ю батарейную роту той же бригады.
9 февраля 1832 года произведён в штабс-капитаны. 22 февраля 1834 года назначен командиром 8-й лёгкой батареи 6-й артиллерийской бригады, а 27 марта того же года произведён в капитаны. 3 марта 1837 года назначен командующим 3-й батарейной роты 8-й артиллерийской бригады, 4 июня утверждён в должности командира роты. За отличие по службе 9 августа 1840 года произведён в подполковники, а 6 октября 1845 года — в полковники. 5 декабря 1841 года за беспорочную службу награждён орденом Св. Георгия 4-го класса (№ 6518 по списку Григоровича — Степанова).
Участвовал в походе в вольный город Краков в 1846 году, и за участие в форсированном марше в составе Калишского отряда 14 марта 1846 года получил Высочайшее благоволение. В 1849 году во время подавления Венгерского восстания перешёл границу 24 апреля, участвовал в деле при деревне Дука 3 июля, в сражении при Вайцене и преследовании венгерцев, затем в сражении при Дебречине и при капитуляции венгерцев при Вилагоше. За отличие был награждён золотой полусаблей «За храбрость».
6 апреля 1850 года полковник Вилькен назначен командиром 7-й артиллерийской бригады. За небытность в 8-й батарейной роте бежавших в продолжение положенных сроков 11 февраля 1851 года объявлено Высочайшее благоволение. За усердную и ревностную службу 22 декабря 1852 года награждён орденом Св. Владимира 3-й степени, а 6 декабря 1853 года произведён в генерал-майоры.
Участвовал в Крымской войне, был начальником артиллерии отряда в Добрудже. За отличие в форсировании переправы через Дунай у Измаила и взятии штурмом 11 марта 1854 года турецкого укрепления награждён орденом Св. Станислава 1-й степени. По распоряжению главнокомандующего Южной армией М. Д. Горчакова 4 марта 1855 года назначен заведывающим всей артиллерией, назначенной для охранения укреплений Николаева и окрестных батарей Херсона, Кинбурна и Очакова.
7 мая 1855 года назначен состоять по артиллерии с сохранением столовых денег по должности бригадного командира. За содействие Его Императорскому Высочеству генерал-фельдцейхмейстеру в быстром вооружении укреплений Николаева 8 ноября 1855 года объявлено Высочайшее благоволение. 18 декабря 1855 года назначен состоять в распоряжении начальника артиллерии Южной армии. 31 января 1856 года назначен наблюдать за формированием батарей 3-й и 4-й артиллерийских дивизий, а равно и наружный надзор за Береславским депо. 29 сентября 1856 года назначен начальником подвижных артиллерийских парков 1-й армии, в должность вступил 17 ноября. С 1 июля 1858 года по упразднении должности на мирное время состоял при штабе 1-й армии.
2 ноября 1858 года назначен начальником артиллерийских гарнизонов Сибирского округа с оставлением по пешей артиллерии, на место службы прибыл 25 января 1859 года. 25 сентября того же года по преобразовании гарнизонной артиллерии в крепостную назначен начальником Сибирского крепостного артиллерийского округа. За отличие по службе 17 апреля 1862 года произведён в генерал-лейтенанты с оставлением в должности. 23 декабря того же года назначен начальником 1-й сводной резервной артиллерийской дивизии. Впоследствии начальник артиллерии 3-го резервного корпуса.
В 1864 году переведён в запасные войска. Умер 15 июля 1865 года в Варшаве. Похоронен на Варшавском лютеранском кладбище.

## Награды
Российские:
- Польский знак отличия за военное достоинство 4-й ст. (1832);
- Орден Св. Владимира 4-й ст. (17 апреля 1837) — за отличие по службе;
- Орден Св. Георгия 4-го класса № 6518 (5 декабря 1841) — за 25 лет беспорочной службы;
- Орден Св. Анны 2-й степени (22 июля 1846) — за отлично-усердную службу;
- Знак отличия беспорочной службы за XXX лет (22 августа 1847);
- Императорская корона к ордену Св. Анны 2-й ст. (3 июля 1849) — за отличие в сражении при деревне Дука;
- Золотая полусабля «За храбрость» (31 октября 1849)[4] — за отличие в сражении при Дебречине;
- Знак отличия беспорочной службы за XXXV лет (22 августа 1851);
- Орден Св. Владимира 3-й ст. (22 декабря 1852) — за отлично-усердную и ревностную службу;
- Орден Св. Станислава 1-й ст. (6 июля 1854) — за отличие при форсировании Дуная и взятии штурмом турецкого укрепления 11 марта 1854 года;
- Орден Св. Анны 1-й степени (26 августа 1856) — за отлично-усердную службу;
- Знак отличия беспорочной службы за XL лет (22 августа 1858);
- Серебряная медаль «За взятие Парижа»;
- Серебряная медаль «За усмирение Венгрии и Трансильвании»;
- Бронзовая медаль «В память войны 1853—1856».

Иностранные:
- Австрийский орден Железной короны 2-й ст. (27 марта 1850) — за храбрость и отличия в Венгерской кампании.

## Семья
Был женат на Марии Александровне Устинской (1835—1902), католического вероисповедания. В браке были дети:
- Александр Васильевич (1855—1899)[3];
- Елизавета Васильевна (1854—1913) — супруга литератора Ю. А. Росселя, вторым браком за А. Д. Кившенко (1880). Переводчица;
- Екатерина Васильевна (1858—1913).